# Avahi peyrierasi
Avahi peyrierasi is een zoogdier uit de familie van de indriachtigen (Indriidae). De wetenschappelijke naam van de soort werd voor het eerst geldig gepubliceerd door Zaramody et al. in 2006.
Dit dier is genoemd naar de Franse bioloog André Peyrieras, die in Madagaskar gewerkt heeft. Deze soort verschilt vrijwel alleen genetisch van andere soorten.

## Taxonomie
A. peyrierasi is in 2006 als een aparte soort beschreven; uit onderzoek een jaar later bleek dat er twee vormen binnen de soort bestaan, die naast elkaar voorkomen ("Avahi peyrierasi type #2" en "Avahi peyrierasi type #3"). Deze twee vormen zijn waarschijnlijk niet elkaars nauwste verwanten, maar de exacte verwantschappen binnen de groep, die ook Avahi betsileo, Avahi meridionalis en Avahi ramanantsoavani omvat, zijn nog niet duidelijk.

## Kenmerken
De bovenkant van het lichaam is grijsbruin, de onderkant grijs of wit, de staart roodbruin. Over de poten lopen witte strepen. Sommige dieren hebben een wit gezichtspatroon. De kop-romplengte bedraagt 255 tot 310 mm, de staartlengte 320 tot 370 mm, de lengte van het onderbeen 120 tot 160 mm, de achtervoetlengte 60 tot 75 mm, de oorlengte 15 tot 25 mm en het gewicht 850 tot 1125 g.

## Verspreiding
De soort komt voor op Madagaskar, van de rivieren Mangoro en Onive zuidelijk tot Mahasoarivo. Verder noordelijk komen Avahi betsileo en de iets grotere oostelijke wolmaki (Avahi laniger) voor, verder naar het zuiden Avahi meridionalis en Avahi ramanantsoavani.